# Мацак Юхим Тихонович
Мацак (Моцак) Юхим Тихонович (9 серпня 1893 — †13 червня 1961) — український військовик, полковник Армії УНР.

## Життєпис
Народився у м. Полтава, за іншими даними в м. Нові Санжари Кобеляцького повіту на Полтавщині. Закінчив Полтавський кадетський корпус, Чугуївське військове училище (1914), вийшов підпоручиком до 34-го піхотного Сєвського полку, у складі якого брав участь у Першій світовій війні. Останнє звання у російській армії — штабс-капітан.
Нагороджений Орденом Святої Анни III-го ступеня (15.03.1916) та Орденом Святого Станіслава III-го ступеня (у період з 01.03.1917 по 31.03.1917).
У 1917 р. — командир кулеметного куреня Одеської гайдамацької бригади. У 1918 р — старшина 42-го пішого Валкського полку Армії Української Держави. Навесні 1919 р. — командир сформованого з бессарабських повстанців Рибницького полку Дієвої армії УНР. З 11 червня 1919 р., після влиття полку до 9-го Стрілецького полку 3-ї дивізії (згодом — Залізної) Дієвої армії УНР — заступник командира та командир цього полку. Станом на 10 листопада 1920 р. — начальник штабу 9-ї бригади 3-ї Залізної стрілецької дивізії Армії УНР. Був поранений і контужений кілька разів.
Після поразки Української державності перебував у Польщі в таборах інтернованих, де навчався на пастирських курсах.
З 1924 року мешкав у Франції де працював кваліфікованим гідом-шофером у Парижі довгі роки. На поклик Митрополита Полікарпа 1 жовтня 1950 року був висвячений в ранг диякона і брав участь у Богослуженнях в українській православній церкві у Парижі до кінця своїх днів.
Станом на 1952 року на еміграції у Франції, мешкав під Парижем.
Був одружений з Оленою Йосипівною, мав доньку Наталію і сина Константина та онуку. 
Помер 13 червня 1961 року. Похований на цвинтарі у Іври під Парижем. У літургії одпівання брали участь отець В.Вишневський, підполковник Армії УНР Солонар та генерал-хорунжий О.Удовиченко.